# Порт Бајрон (Њујорк)
Порт Бајрон (енгл. Port Byron) град је у америчкој савезној држави Њујорк.

## Демографија
По попису из 2010. године број становника је 1.290, што је 7 (-0,5%) становника мање него 2000. године.
| Група             | 2000.         | 2010.         |
| Белци             | 1.219 (94,0%) | 1.217 (94,3%) |
| Афроамериканци    | 20 (1,5%)     | 18 (1,4%)     |
| Азијати           | 2 (0,2%)      | 0 (0,0%)      |
| Хиспаноамериканци | 28 (2,2%)     | 37 (2,9%)     |
| Укупно            | 1.297         | 1.290         |